# كاربنترفيل (إلينوي)
كاربنترفيل (بالإنجليزية: Carpentersville)‏ هي منطقة سكنية تقع في الولايات المتحدة في إلينوي.

## التركيبة السكانية
حدّد مكتب تعداد الولايات المتحدة بيانات التركيبة السكانية لكاربنترفيل في تعداد الولايات المتحدة. في ما يلي، التركيبة السكانية حسب تعدادي 2000 و2010.

### تعداد عام 2000
بلغ عدد سكان كاربنترفيل 30,586 نسمة بحسب تعداد عام 2000، وبلغ عدد الأسر 8,872 أسرة وعدد العائلات 7,237 عائلة مقيمة في القرية. في حين سجلت الكثافة السكانية 1,462 نسمة لكل كيلومتر مربع (3,786.6/ميل2). وبلغ عدد الوحدات السكنية 9,113 وحدة بمتوسط كثافة قدره 435.6 لكل كيلومتر مربع (1,128.2/ميل2).
وتوزع التركيب العرقي للقرية بنسبة 68.76% من البيض و4.18% من الأمريكيين الأفارقة و0.64% من الأمريكيين الأصليين و1.98% من الأمريكيين ذوي الأصول الآسيوية و0.10% من سكان جزر المحيط الهادئ و20.83% من الأعراق الأخرى و3.50% من عرقين مختلطين أو أكثر و40.57% من الهسبانيون أو اللاتينيون من أي عرق.
بلغ عدد الأسر 8,872 أسرة كانت نسبة 53.2% منها لديها أطفال تحت سن الثامنة عشر تعيش معهم، وبلغت نسبة الأزواج القاطنين مع بعضهم البعض 63.1% من أصل المجموع الكلي للأسر، ونسبة 11.5% من الأسر كان لديها معيلات من الإناث دون وجود شريك،  بينما كانت نسبة 7% من الأسر لديها معيلون من الذكور دون وجود شريكة وكانت نسبة 18.4% من غير العائلات. تألفت نسبة 13.9% من أصل جميع الأسر من عدة أفراد يعيشون في نفس المنزل ونسبة 3.9% كانت تتألف من شخص يعيش بمفرده يبلغ من العمر 65 عاماً أو أكثر. وبلغ متوسط حجم الأسرة المعيشية 3.45، أما متوسط حجم العائلات فبلغ 3.77.
بلغ العمر الوسطي للسكان 28.1 عاماً. وكانت نسبة 33.2% من القاطنين تحت سن الثامنة عشر، وكانت نسبة 10.9% بين الثامنة عشر والرابعة والعشرين عاماً، ونسبة 35.4% كانت واقعةً في الفئة العمرية ما بين الخامسة والعشرين والرابعة والأربعين عاماً، ونسبة 15.3% كانت ما بين الخامسة والأربعين والرابعة والستين، ونسبة 5.3% كانت ضمن فئة الخامسة والستين عاماً فما فوق. يوجد لكل 100 أنثى 106.7 ذكر، ويوجد لكل 100 أنثى في الثامنة عشر من عمرها فما فوق 106.2 ذكر.
بلغ متوسط دخل الأسرة في القرية 54,526 دولارًا، أما متوسط دخل العائلة فبلغ 55,921 دولارًا. وكان متوسط دخل الذكور 38,052 دولارًا مقابل 26,957 دولارًا للإناث. وسجل دخل الفرد الخاص بالقرية 17,424 دولارًا. وكانت نسبة 6.7% من العائلات ونسبة 8.5% من السكان تحت خط الفقر، وكان من هؤلاء نسبة 11.9% تحت سن الثامنة عشر ونسبة 4.2% في الخامسة والستين من العمر وما فوق.

### تعداد عام 2010
بلغ عدد سكان كاربنترفيل 37,691 نسمة بحسب تعداد عام 2010، وبلغ عدد الأسر 10,852 أسرة وعدد العائلات 8,660 عائلة مقيمة في القرية. في حين سجلت الكثافة السكانية 1,801.7 نسمة لكل كيلومتر مربع (4,666.4/ميل2). وبلغ عدد الوحدات السكنية 11,583 وحدة بمتوسط كثافة قدره 553.7 لكل كيلومتر مربع (1,434.1/ميل2).
وتوزع التركيب العرقي للقرية بنسبة 62.93% من البيض و6.81% من الأمريكيين الأفارقة و0.55% من الأمريكيين الأصليين و5.52% من الأمريكيين ذوي الأصول الآسيوية و0.04% من سكان جزر المحيط الهادئ و20.93% من الأعراق الأخرى و3.23% من عرقين مختلطين أو أكثر و50.08% من الهسبانيون أو اللاتينيون من أي عرق.
بلغ عدد الأسر 10,852 أسرة كانت نسبة 54.5% منها لديها أطفال تحت سن الثامنة عشر تعيش معهم، وبلغت نسبة الأزواج القاطنين مع بعضهم البعض 57.6% من أصل المجموع الكلي للأسر، ونسبة 14.4% من الأسر كان لديها معيلات من الإناث دون وجود شريك،  بينما كانت نسبة 7.8% من الأسر لديها معيلون من الذكور دون وجود شريكة وكانت نسبة 20.2% من غير العائلات. تألفت نسبة 15.5% من أصل جميع الأسر من عدة أفراد يعيشون في نفس المنزل ونسبة 3.4% كانت تتألف من شخص يعيش بمفرده يبلغ من العمر 65 عاماً أو أكثر. وبلغ متوسط حجم الأسرة المعيشية 3.47، أما متوسط حجم العائلات فبلغ 3.85.
بلغ العمر الوسطي للسكان 29.4 عاماً. وكانت نسبة 34% من القاطنين تحت سن الثامنة عشر، وكانت نسبة 9.1% بين الثامنة عشر والرابعة والعشرين عاماً، ونسبة 33.4% كانت واقعةً في الفئة العمرية ما بين الخامسة والعشرين والرابعة والأربعين عاماً، ونسبة 18.3% كانت ما بين الخامسة والأربعين والرابعة والستين، ونسبة 5.2% كانت ضمن فئة الخامسة والستين عاماً فما فوق. وتوزع التركيب الجنسي للسكان بنسبة 50.4% ذكور و49.6% إناث.